# Oldřich Pelčák
Oldřich Pelčák (2. listopadu 1943 Zlín – 7. října 2023 Praha) byl český kosmonaut a vojenský letec. Byl tzv. „kosmonautem-kandidátem“, společně s Vladimírem Remkem to byli jediní dva Čechoslováci, kteří absolvovali výcvik pro let do vesmíru. Ve dvojici s Nikolajem Rukavišnikovem tvořili záložní posádku k dvojici Remek–Gubarev pro let Sojuz 28.

## Životopis
Narodil se ve Zlíně do rodiny Oldřicha a Jarmily Pelčákových, byl nejstarší ze čtyř sourozenců. Od roku 1950 navštěvoval základní osmiletou školu v Kyjově. V roce 1958 začal studovat na střední průmyslové škole v Uherském Hradišti, kde v roce 1962 maturoval. Již v době středoškolských studií létal na větroních a v roce 1962 dokončil výcvik na motorových letounech. Po maturitě studoval Letecké učiliště v Košicích, kde absolvoval s výborným prospěchem v roce 1965.
V roce 1965 byl povýšen do hodnosti poručíka a začal sloužit u stíhacích útvarů. Roku 1969 byl povýšen do hodnosti nadporučíka a stal se velitelem roje. V roce 1971 získal kvalifikaci pilota 1. třídy. Jako jeden z prvních v Československu létal na stíhacím letounu MIG-21. Od 1. září 1972 začal Oldřich Pelčák studovat v ruském Moninu na vojenské letecké akademii J. A. Gagarina společně s Vladimírem Remkem. V roce 1975 obdržel medaili Za službu vlasti.
Do předběžného výběru kosmonautů programu Interkosmos byla v roce 1976 jmenována čtveřice letců, z nichž byli ještě v ČSSR vyřazeni Michal Vondroušek a Ladislav Klíma. Výběrovým řízením byla čtveřice zredukována na dvojici Remek – Pelčák. Tito dva v prosinci téhož roku odjeli do Hvězdného městečka, kde spolu s ostatními kandidáty z Polska a NDR absolvovali výcvik ve Středisku přípravy kosmonautů J. A. Gagarina. Společně s ním se zde ubytovala i jeho rodina, žena Hana a synové Oldřich a Miloš. Až po ukončení náročného výcviku na počátku roku 1978 bylo v Praze příslušnou komisí určeno, že (v té době již major) Pelčák bude členem záložní posádky a do kosmu poletí Vladimír Remek. (Jiné zdroje však uvádí, že o složení posádky rozhodovala výhradně sovětská strana, přičemž armáda si prosadila vojenského letce Alexeje Gubareva a Remek byl náhodou ve dvojici s ním; tudíž letěl do kosmu jen náhodou on a nikoli Pelčák.) 
Po návratu do vlasti působil v letech 1978–1981 jako velitel 11. stíhacího pluku v Žatci, v letech 1981–1985 byl zástupcem velitele 3. divize PVOS a poté byl zkušebním pilotem Leteckého zkušebního odboru Vzdušných sil AČR v Praze-Kbelích. Od roku 1999 byl v důchodu a ochotně se zúčastňoval různých setkání popularizátorů kosmonautiky. Od roku 2017 vykonával funkci předsedy Českého svazu letectví.
Více než 30 let jezdil na chalupu do obce Cidlina, tamtéž jezdila i jeho matka. V roce 2011 mu bylo uděleno čestné občanství obce Cidlina.
Zemřel v ranních hodinách dne 7. října 2023 v Ústřední vojenské nemocnici v Praze po dlouhé těžké nemoci.

## Další ocenění
Po Oldřichu Pelčákovi byla pojmenována planetka (6149) Pelčák objevená českými hvězdáři na Kleti. V roce 2011 mu bylo uděleno čestné občanství obce Cidlina a v roce 2014 čestné občanství městské části Praha 21 .

## Rodina
Jeho otec pracoval ve Výzkumném ústavu gumárenském ve Zlíně a jeho matka byla redaktorka lokálních časopisů a později produkční v brněnské redakci televize Jarmila Jurečková. Byl 2x ženatý, obě manželky nesly jméno Hana. Z prvního manželství pochází děti Oldřich, Miloš a Hana. Z druhého manželství dcera Lucie. K roku 2023 měl pět vnoučat. Manželka Hana a synové Oldřich a Miloš bydleli s Oldřichem Pelčákem ve Hvězdném městečku v době jeho kosmického výcviku.

## Politická angažovanost
Ve volbách do Senátu PČR v roce 2014 kandidoval jako nestraník za ČSSD v obvodu č. 24 – Praha 9. Se ziskem 10,66 % hlasů skončil na 4. místě a nepostoupil tak ani do druhého kola.